# 가스발생기 사이클

가스발생기 사이클의 모식도. 연료와 산화제의 일부를 가스발생기로 연소시켜 그 힘으로 터보펌프를 가동시키며, 발생한 배기가스는 그대로 배출된다. 많은 엔진의 경우 추진제로 연소실이나 노즐을 냉각시킨다.

가스발생기 사이클, 또는 가스 제너레이터 사이클, 오픈 사이클은 로켓 엔진의 연소 방식 중 하나이다.

## 사용 방식
연료와 산화제의 일부를 주연소실과는 별도의 가스발생기(부연소실)에서 연소시켜, 그 연소가스로 연료와 산화제를 공급하는 터보펌프를 구동시킨다. 터보펌프를 구동한 뒤의 가스는 그대로 배출된다.
가스발생기 사이클에는 마찬가지로 부연소실을 사용하는 단계식 연소 사이클에 비해 몇가지 유리한 점이 있다. 가스발생기에 연료와 산화제를 보내는 경우에는 이단연소 사이클의 고압 프리버너에 추진제를 공급하는 경우처럼 높은 압력을 가할 필요가 없다. 따라서 터보펌프의 개발이나 제조가 보다 쉬워진다. 
단계식 연소 사이클에 비해 비추력은 조금 낮고 추력도 내려가며, 가스발생기 용으로 쓰이는 연료와 산화제가 직접 출력에 기여하지 않기 때문에 추진제 효율 면에서도 약간 뒤쳐지지만, 개발이나 제조에 드는 비용을 줄일 수 있다.
가스발생기 사이클을 채용하고 있는 주된 로켓엔진으로서는 새턴 V의 1단 엔진인 F-1이나 그 상단의 엔진인 J-2, 아리안 5의 벌컨 엔진,  펠컨9의 멀린 엔진 등이 있다. 한국의 경우 KSLV-II에 사용될 KARI 75톤급 로켓엔진을 가스발생기 사이클로 개발하였다.

## 사용례
가스발생기 사이클 로켓 엔진
- Vulcain, HM7B
- 멀린 로켓 엔진
- RS-68
- RS-27A
- J-2X
- 로켓다인 F-1
- RD-107
- CE-20
- KARI 30톤급 로켓엔진
- KARI 75톤급 로켓엔진

가스발생기 사이클 로켓 엔진을 사용하는 우주 발사체
- 아리안 5
- 팰컨 9
- 델타 IV
- 새턴 V
- 소유스 (로켓)
- GSLV-III
- 창정, LM-3B, LM-2F
- KSLV-II

## 같이 보기
- 가압식 사이클
- 터보펌프식 사이클
  - 단계식 연소 사이클
  - 가스발생기 사이클
  - 팽창식 사이클